# Antonio Di Natale
Antonio Di Natale (phát âm tiếng Ý: [anˈtonio dinaˈtale], còn được gọi là Totò sinh ngày 13 tháng 10 năm 1977) là một cựu cầu thủ bóng đá Ý chơi ở vị trí tiền đạo.

## Tiểu sử
Di Natale được sinh ra tại Naples vào ngày 13 tháng 10 năm 1977. Cha là Salvatore, một họa sĩ, còn mẹ là Giovanna. Natale có hai em trai Paolo và Carmine, và hai em gái là Michela và Anna. Năm 19 tuổi, khi chơi cho câu lạc bộ Empoli, anh đã gặp Ilenia Betti, vợ tương lai của mình, anh đã kết hôn với Ilenia Betti vào ngày 15 tháng 6 năm 2002 và đã có hai con trai là Filippo và Diletta. Vào tháng 8 năm 2010 anh từ chối đầu quân cho Juventus vì hai con của anh đã lớn lên tại Udine đồng thời gia đình anh rất thích nơi này và đang sống ổn định tại đây. Di Natale còn chịu trách nhiệm chăm sóc người chị tàn tật của một đồng đội Udine là Piermario Morosini khi anh này mất đột ngột vì lên cơn đau tim vào ngày 14 tháng 4 năm 2012, bỏ lại người chị gái tàn tật không người thân thích.

## Sự nghiệp

### Empoli
Mặc dù được sinh ra tại Naples, Antonio Di Natale bắt đầu sự nghiệp của mình bằng gia nhập lò đào tạo trẻ của Empoli. Trong thời gian này anh được đem mượn 3 lần tại Viareggio, Tuscan.
Sau khi trở về câu lạc bộ, Di Natale đã được ra sân chính thức lần đầu tiên và tự coi mình là một thành viên không thể thiếu của đội bóng. Anh đã ghi được sáu bàn trong 25 lần ra sân cho Empoli trong mùa giải 1999-2000. Và đội bóng của anh kết thúc ở vị trí thứ chín ở Serie B.
Năm 2002 Empoli đã được thăng hạng lên Serie A vì họ kết thúc ở vị trí thứ 4 với 67 điểm. Năm đó họ ghi được 60 bàn thắng, số bàn nhiều nhất trong các đối thủ cạnh tranh trực tiếp và Di Natale đã đóng góp 16 bàn. Trong mùa giải đầu tiên ở Serie A, Di Natale đã giúp câu lạc bộ trụ hạng bằng cách ghi dược 13 bàn, trong đó có cú hat-trick vào lưới Reggina trong trận thắng 4-2 vào ngày 17 tháng 11 năm 2002. Tuy nhiên, sang mùa 2003-04, do thành tích không tốt, Empoli đã phải chia tay Serie A sau hai mùa giải.

### Udinese
Sau thành tích không tốt tại Serie A 2003-04, Di Natale đã được bán cho Udinese và chơi cho câu lạc bộ này từ mùa giải 2004-05. Mùa giải này anh đá tiền đạo với Vincenzo Iaquinta và David Di Michele và mùa giải đó Friulian kết thúc vị trí thứ 4 vào cuối mùa và đủ điều kiện dự Champions League năm sau. Riêng anh đã đá 33 trận và ghi 7 bàn.
Mùa giải 2007-08 anh ghi được 17 bàn. Đáng chú ý nhất là anh đã ghi bàn thắng đẹp trong trận đấu, khi Udinese đối đầu với Reggina. Anh ghi một lob rực rỡ ở phút thứ 5 và một cú volley tuyệt vời ở phút 63 với chân trái của mình. Hình thành một bộ đôi tấn công đáng gờm với Fabio Quagliarella, Di Natale cải thiện mục tiêu của mình, trở thành "sát thủ" của các cuộc tấn công. Năm 2007, anh trở thành đội trưởng của Udinese và hợp đồng đã được mở rộng đến 30 tháng 6 năm 2012.

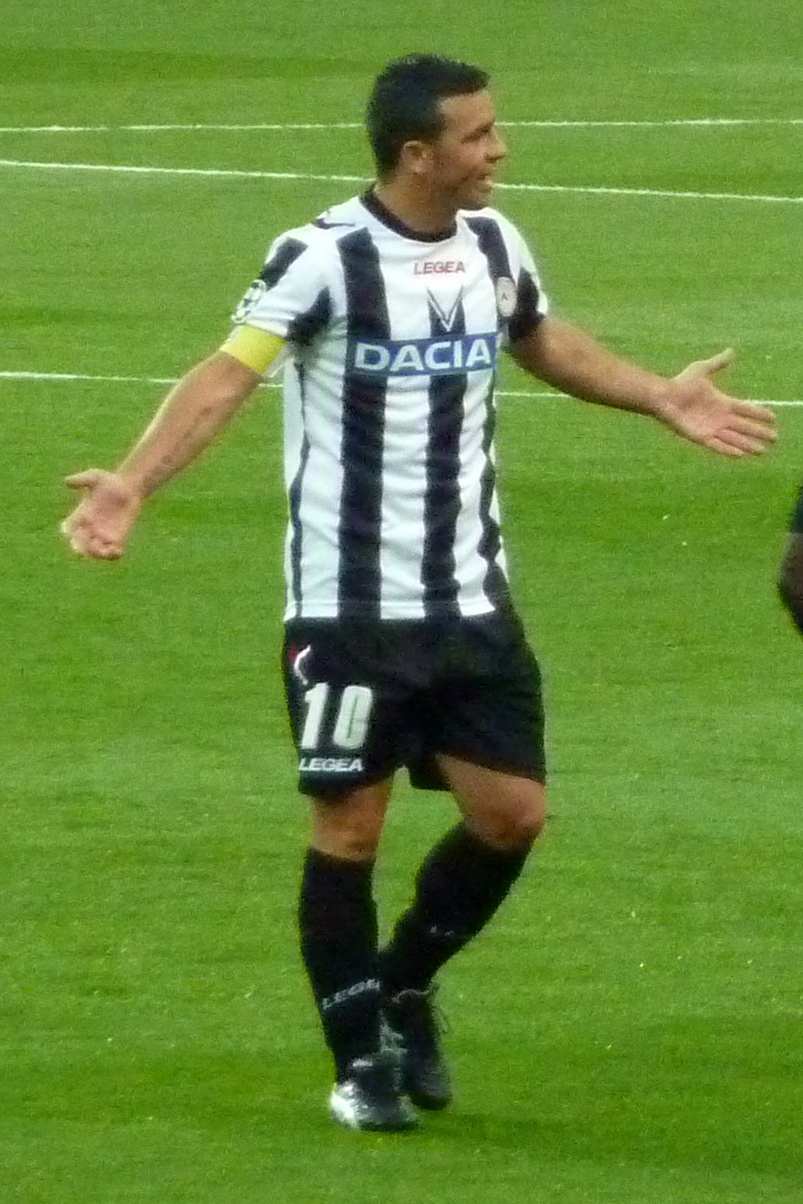
Di Natale vào năm 2011

Mùa giải 2009-10 là một mùa giải quá thành công đối với Di Natale. Anh giành danh hiệu Vua phá lưới với 29 bàn thắng, và đóng góp 54% tổng số bàn thắng của Udinese mùa giải đó. Với số bàn thắng trên, anh đã chỉ đứng sau Toni
Trong trận gặp Bari ngày 9 tháng 5 năm 2010, anh đã vượt qua mốc 100 bàn thắng tại Serie A. Anh đã được bình chọn là cầu thủ xuất sắc nhất Serie A mùa giải đó. Mùa giải đó anh chỉ đứng thứ 4, sau Didier Drogba về số bàn thắng tại châu Âu  và năm sau thì đứng sau Lionel Messi của Barcelona.
Ngày 14 tháng 11 năm 2010, anh đã ghi một hat-trick trong một trận đấu với Lecce và đến ngày 28 tháng 11, anh đã ghi một hat-trick lần thứ hai liên tiếp trong một trận đấu với câu lạc bộ Napoli quê hương.
Ngày 08 tháng 5 năm 2011, Di Natale đã lập cú đúp giúp Udinese giành chiến thắng 2-1 trước Lazio. Mùa đó anh là vua phá lưới với 28 bàn.
Trong mùa 2010-11, anh đạt hiệu suất ghi bàn khá cao với tỷ lệ 0,78 bàn mỗi trận. Đây cũng là hiệu suất ghi bàn tốt nhất thứ ba ở châu Âu, sau Cristiano Ronaldo và Lionel Messi.
ngày 23 tháng 10 năm 2011, anh đã ghi một cú đúp trong trận thắng 3-0 trước Novara, đã giúp Udinese leo lên top 3 của bảng xếp hạng. Ngày 13 tháng 5 năm 2012, Di Natale mở tỉ số trong trận gặp Catnia vào cuối mùa giải và giúp Diego Fabbrini ghi thêm bàn ở hiệp hai để giusp Udinese dự vòng loại Champions League.
Ngày 4 tháng 7 năm 2012, Anh đã ký một hợp đồng 2 năm với câu lạc bộ.
Mùa giải 2012-13, lượt đi Udinese đá rất chật vật, nhưng đến ngày 6 tháng 1 năm 2013, Di Natale ghi một cú đúp giúp Udinese bắn rơi 10 người Inter Milan 3-0, nâng Udinese lên vị trí thứ tám trong bảng xếp hạng. Trong trận đấu tiếp theo của Udinese vào ngày 13 tháng 1, Di Natale ghi bàn thêm hai bàn thắng nữa giúp đội bóng của anh đánh bại Fiorentina 3-1 để tiếp tục mạch năm trận bất bại tại Serie A. Di Natale ghi bàn thứ 150 tại Serie A vào ngày 3 tháng 3 năm 2013, giúp Udinese giành chiến thắng 1-0 trước Pescara.

## Đội tuyển quốc gia
Di Natale đã có trận ra mắt với đội tuyển quốc gia Ý ngày 20 tháng 11 năm 2002, trong một trận đấu giao hữu với Thổ Nhĩ Kỳ. Đến ngày 18 tháng 2 năm 2004 ghi bàn thắng đầu tiên của mình cho đội tuyển quốc gia. trong một trận đấu giao hữu với Cộng hòa Séc, một trận đấu kết thúc với tỷ số 2-2.
Năm 2008, anh được gọi tham dự Euro. Italia đã không thể lọt vào bán kết sau khi thua 4-2 trước Tây Ban Nha.
Anh đã bỏ lỡ Cúp Liên đoàn các châu lục 2090 vì chấn thương đầu gối, xảy ra vào ngày 28 tháng 3 năm 2009 trong một trận đấu giao hữu quốc tế với Montenegro.. Năm 2010, anh tiếp tục có tên trong danh sách đội hình tham dự World Cup 2010 tại Nam Phi. Tuy nhiên, đội tuyển Ý đã thi đấu không thành công và bị loại khỏi vòng bảng với chỉ 1 điểm, hòa 2 trận và thua 1 trận, xếp bét bảng, ghi được 4 bàn và lọt lưới 5 bàn, trong đó ở lượt trận cuối, anh chỉ ghi được một bàn thắng trong trận thua Slovakia với tỉ số sát nút 2-3. Giải đấu cuối cùng trong sự nghiệp thi đấu của anh là vòng chung kết Euro 2012, giải đấu mà anh và các đồng đội đã lọt vào đến trận chung kết và chỉ chịu thua Tây Ban Nha với tỉ số đậm 0-4. Sau giải đấu này, Di Natale tuyên bố giã từ đội tuyển quốc gia Ý sau 10 năm gắn bó, tổng cộng anh đã 42 lần khoác áo đội tuyển quốc gia và ghi được 11 bàn thắng.

## Thống kê sự nghiệp

### Câu lạc bộ
Tính đến ngày 15 tháng 5 năm 2016
| Câu lạc bộ          | Mùa giải            | Serie A | Serie A | Coppa Italia | Coppa Italia | Châu Âu | Châu Âu | Tổng cộng | Tổng cộng |
| Câu lạc bộ          | Mùa giải            | Trận    | Bàn     | Trận         | Bàn          | Trận    | Bàn     | Trận      | Bàn       |
| ------------------- | ------------------- | ------- | ------- | ------------ | ------------ | ------- | ------- | --------- | --------- |
| Empoli              | 1996–97             | 1       | 0       | 0            | 0            | 0       | 0       | 1         | 0         |
| Empoli              | Tổng cộng           | 1       | 0       | 0            | 0            | 0       | 0       | 1         | 0         |
| Iperzola (mượn)     | 1997–98             | 33      | 6       | 0            | 0            | 0       | 0       | 33        | 6         |
| Iperzola (mượn)     | Tổng cộng           | 33      | 6       | 0            | 0            | 0       | 0       | 33        | 6         |
| Varese (mượn)       | 1998                | 4       | 0       | 0            | 0            | 0       | 0       | 4         | 0         |
| Varese (mượn)       | Tổng cộng           | 4       | 0       | 0            | 0            | 0       | 0       | 4         | 0         |
| Viareggio (mượn)    | 1998–99             | 25      | 12      | 0            | 0            | 0       | 0       | 25        | 12        |
| Viareggio (mượn)    | Tổng cộng           | 25      | 12      | 0            | 0            | 0       | 0       | 25        | 12        |
| Empoli              | 1999–2000           | 25      | 6       | 5            | 1            | 0       | 0       | 30        | 7         |
| Empoli              | 2000–01             | 35      | 9       | 3            | 1            | 0       | 0       | 38        | 10        |
| Empoli              | 2001–02             | 38      | 16      | 4            | 2            | 0       | 0       | 42        | 18        |
| Empoli              | 2002–03             | 27      | 13      | 5            | 1            | 0       | 0       | 32        | 14        |
| Empoli              | 2003–04             | 33      | 5       | 2            | 1            | 0       | 0       | 35        | 6         |
| Empoli              | Tổng cộng           | 158     | 49      | 19           | 6            | 0       | 0       | 177       | 55        |
| Udinese             | 2004–05             | 33      | 7       | 5            | 4            | 2       | 0       | 40        | 11        |
| Udinese             | 2005–06             | 35      | 8       | 3            | 3            | 10      | 4       | 48        | 15        |
| Udinese             | 2006–07             | 31      | 11      | 2            | 2            | 0       | 0       | 33        | 13        |
| Udinese             | 2007–08             | 36      | 17      | 1            | 1            | 0       | 0       | 37        | 18        |
| Udinese             | 2008–09             | 22      | 12      | 1            | 1            | 7       | 3       | 30        | 16        |
| Udinese             | 2009–10             | 35      | 29      | 3            | 0            | 0       | 0       | 38        | 29        |
| Udinese             | 2010–11             | 36      | 28      | 1            | 0            | 0       | 0       | 37        | 28        |
| Udinese             | 2011–12             | 36      | 23      | 1            | 1            | 6       | 5       | 43        | 29        |
| Udinese             | 2012–13             | 25      | 15      | 1            | 0            | 8       | 3       | 34        | 18        |
| Udinese             | 2013–14             | 32      | 17      | 2            | 1            | 4       | 2       | 38        | 20        |
| Udinese             | 2014–15             | 33      | 14      | 1            | 4            | –       | –       | 34        | 18        |
| Udinese             | 2015–16             | 23      | 2       | 2            | 2            | –       | –       | 25        | 4         |
| Udinese             | Tổng cộng           | 385     | 191     | 24           | 19           | 37      | 17      | 446       | 227       |
| Tổng cộng sự nghiệp | Tổng cộng sự nghiệp | 606     | 258     | 43           | 25           | 37      | 17      | 686       | 300       |

### Bàn thắng
Scores and results list Italy's goal tally first.
| #   | Ngày                 | tại                                              | đấu với      | kết quả khi ghi bàn | két quả | Bàn thắng                |
| --- | -------------------- | ------------------------------------------------ | ------------ | ------------------- | ------- | ------------------------ |
| 1.  | 18 tháng 2 năm 2004  | Sân vận động Renzo Barbera, Palermo, Ý           | Cộng hòa Séc | 2–1                 | 2–2     | Giao hữu                 |
| 2.  | 15 tháng 11 năm 2006 | Sân vận động Atleti Azzurri d'Italia, Bergamo, Ý | Thổ Nhĩ Kỳ   | 1–0                 | 1–1     | Giao hữu                 |
| 3.  | 22 tháng 8 năm 2007  | Sân vận động Ferenc Puskás, Budapest, Hungary    | Hungary      | 1–0                 | 1–3     | Giao hữu                 |
| 4.  | 12 tháng 9 năm 2007  | Sân vận động Olympic, Kiev, Ukraina              | Ukraina      | 1–0                 | 2–1     | Vòng loại Euro 2008      |
| 5.  | 12 tháng 9 năm 2007  | Sân vận động Olympic, Kiev, Ukraina              | Ukraina      | 2–1                 | 2–1     | Vòng loại Euro 2008      |
| 6.  | 30 tháng 5 năm 2008  | Sân vận động Artemio Franchi, Florence, Ý        | Bỉ           | 1–0                 | 3–1     | Giao hữu                 |
| 7.  | 30 tháng 5 năm 2008  | Sân vận động Artemio Franchi, Florence, Ý        | Bỉ           | 2–0                 | 3–1     | Giao hữu                 |
| 8.  | 6 tháng 9 năm 2008   | San vận động Antonis Papadopoulos, Larnaca, Síp  | Síp          | 1–0                 | 2–1     | Vòng loại World Cup 2010 |
| 9.  | 6 tháng 9 năm 2008   | San vận động Antonis Papadopoulos, Larnaca, Síp  | Síp          | 2–1                 | 2–1     | Vòng loại World Cup 2010 |
| 10. | 24 tháng 6 năm 2010  | Sân vận động Ellis Park, Johannesburg, Nam Phi   | Slovakia     | 1–2                 | 2–3     | World Cup 2010           |
| 11. | 10 tháng 6 năm 2012  | PGE Arena, Gdańsk, Ba Lan                        | Tây Ban Nha  | 1–0                 | 1–1     | Euro 2012                |

## Danh hiệu

### Quốc tế
Đội tuyển Ý
- UEFA European Championship: Á quân 2012

### Cá nhân
- Serie A Top Scorer (2): 2010, 2011
- Italian Footballer of the Year: 2010
- Pallone d'Argento: 2011